# Katarzyna Kwiatkowska (biolog)
Katarzyna Kwiatkowska – polska biolog, profesor nauk biologicznych, pracownik naukowy Instytutu Biologii Doświadczalnej im. Marcelego Nenckiego Polskiej Akademii Nauk.

## Życiorys
W 1986 r. ukończyła studia biologiczne na Uniwersytecie Mikołaja Kopernika w Toruniu, w 1993 r. obroniła pracę doktorską pt. Udział spektryny i aktyny w przemieszczeniach powierzchniowych receptorów komórek pierwotniaczych (Acanthamoeba) i epidermalnych ludzkich (linia A431), której promotorem był prof. Andrzej Sobota, w 2004 r. otrzymała stopień doktora habilitowanego. W 2012 r. uzyskała tytuł profesora nauk biologicznych.
Jest profesorem w Instytucie Biologii Doświadczalnej im. Marcelego Nenckiego Polskiej Akademii Nauk, oraz była członkiem Komitetu Biologii Molekularnej Komórki PAN.